# Пукирево (Вологодская область)
Пукирево — деревня в Верховажском районе Вологодской области.
Входит в состав Чушевицкого сельского поселения, с точки зрения административно-территориального деления — в Чушевицкий сельсовет.
Расстояние по автодороге до районного центра Верховажья — 48,7 км, до центра муниципального образования Чушевиц — 4,9 км. Ближайшие населённые пункты — Парищево, Фоминогорская, Плосково, Мосеево.
По переписи 2002 года население — 20 человек (9 мужчин, 11 женщин). Преобладающая национальность — русские (90 %).